# Grand Prix automobile d'Australie 2017
GP précédent GP suivant
Le Grand Prix automobile d'Australie 2017 (2017 Formula 1 Rolex Australian Grand Prix), disputé le 26 mars 2017 sur le circuit de l'Albert Park, est la 957e épreuve du championnat du monde de Formule 1 courue depuis 1950. Il s'agit de la 33e édition du Grand Prix d'Australie comptant pour le championnat du monde de Formule 1 et de la première manche du championnat 2017.
Ce Grand Prix d'ouverture de la saison 2017 marque l'apparition de monoplaces reconfigurées à la suite d'importants changements de la réglementation concernant la taille et la masse des châssis, les ailerons des monoplaces, les pneus (plus larges à l'avant et à l'arrière), le tout générant plus d'appui avec pour objectif de les rendre « plus agressives » et plus rapides.
Depuis 2014 et l'avènement des moteurs V6 turbocompressés hybrides, Lewis Hamilton n'a jamais laissé un seul concurrent lui ravir la pole position sur le circuit de l'Albert Park ; il place sa Mercedes en haut de la grille de départ pour la quatrième fois consécutive dans ce Grand Prix d'ouverture, et réalise la soixante-deuxième pole position de sa carrière. Il améliore le temps de sa pole position de 2016 de plus d'une seconde et huit dixièmes. Sebastian Vettel, en réalisant au volant de sa Ferrari SF70H, le deuxième temps, à 268 millièmes de seconde d'Hamilton, prive Valtteri Bottas d'un départ en première ligne pour ses débuts au volant d'une Flèche d'Argent ; il s'élance néanmoins en deuxième ligne, aux côtés de Kimi Räikkönen, l'autre pilote Ferrari. Max Verstappen devance Romain Grosjean sur la troisième ligne devant Felipe Massa, septième pour son « retour » après une retraite avortée. Le « régional de l'étape » Daniel Ricciardo, victime d'une sortie de piste dans la troisième phase des qualifications, est contraint de s'élancer en dixième position, en cinquième ligne. 
Sebastian Vettel offre sa 225e victoire à Ferrari et s'adjuge son quarante-troisième succès personnel, au terme de 57 tours de course sur les 58 prévus, une première procédure de départ ayant été annulée. Le pilote et son écurie n'avaient plus fêté la victoire depuis le Grand Prix de Singapour 2015. Pour s'imposer au volant de sa Ferrari SF70H, le quadruple champion du monde allemand reste tout d'abord très proche de Lewis Hamilton, qui a réussi son départ en tête, durant les dix-sept premiers tours. Lorsque sa Mercedes perd de l'adhérence, Hamilton doit s'arrêter au stand pour changer de pneus et ressort dans le trafic, bloqué par Max Verstappen qu'il ne parvient pas à doubler. Vettel procède à son arrêt à la fin de sa 23e boucle et reprend la piste devant eux pour filer vers la victoire sans être inquiété ; Il s'installe définitivement en tête au 25e tour, après les arrêts de Bottas et de Räikkönen, éphémères leaders, tandis qu'Hamilton récupère la deuxième place après celui de Verstappen, mais il ne parvient pas par la suite à revenir sur Vettel. Valtteri Bottas, en terminant troisième, monte sur son dixième podium, son premier pour Mercedes et, comme sur la grille de départ, devance Kimi Räikkönen. Max Verstappen cinquième et Felipe Massa sixième sont les derniers pilotes à franchir la ligne d'arrivée dans le même tour que le vainqueur. Les deux Force India et les deux Toro Rosso prennent les points restants : Sergio Pérez septième devant Carlos Sainz Jr., Daniil Kvyat et Esteban Ocon qui marque le premier point de sa carrière. 
Treize voitures sont à l'arrivée, avec notamment l'abandon de Daniel Ricciardo, bloqué sur le 6e rapport dans le tour de formation, parti des stands à deux tours du peloton, et définitivement lâché par la mécanique après 25 tours, et celui de Romain Grosjean, moteur en fumée au bout de 13 boucles alors qu'il occupait le septième rang. 
Le premier classement du championnat du monde est celui de la course. Sebastian Vettel prend les commandes avec 25 points, devant Lewis Hamilton (18 points) et Valtteri Bottas (15 points). Chez les constructeurs, Ferrari totalise 37 points pour devancer Mercedes (33 points), Red Bull (10 points), Williams (8 points), Force India (7 points) et Toro Rosso (6 points). Les autres écuries n'ont pas marqué.

## Pneus disponibles
| Pneus pour piste sèche | Pneus pour piste sèche | Pneus pour piste sèche | Pneus pluie    | Pneus pluie |
| ---------------------- | ---------------------- | ---------------------- | -------------- | ----------- |
| Ultra tendres          | Super tendres          | Tendres                | Intermédiaires | Pluie       |

## Essais libres

### Première séance, le vendredi de 12 h à 13 h 30

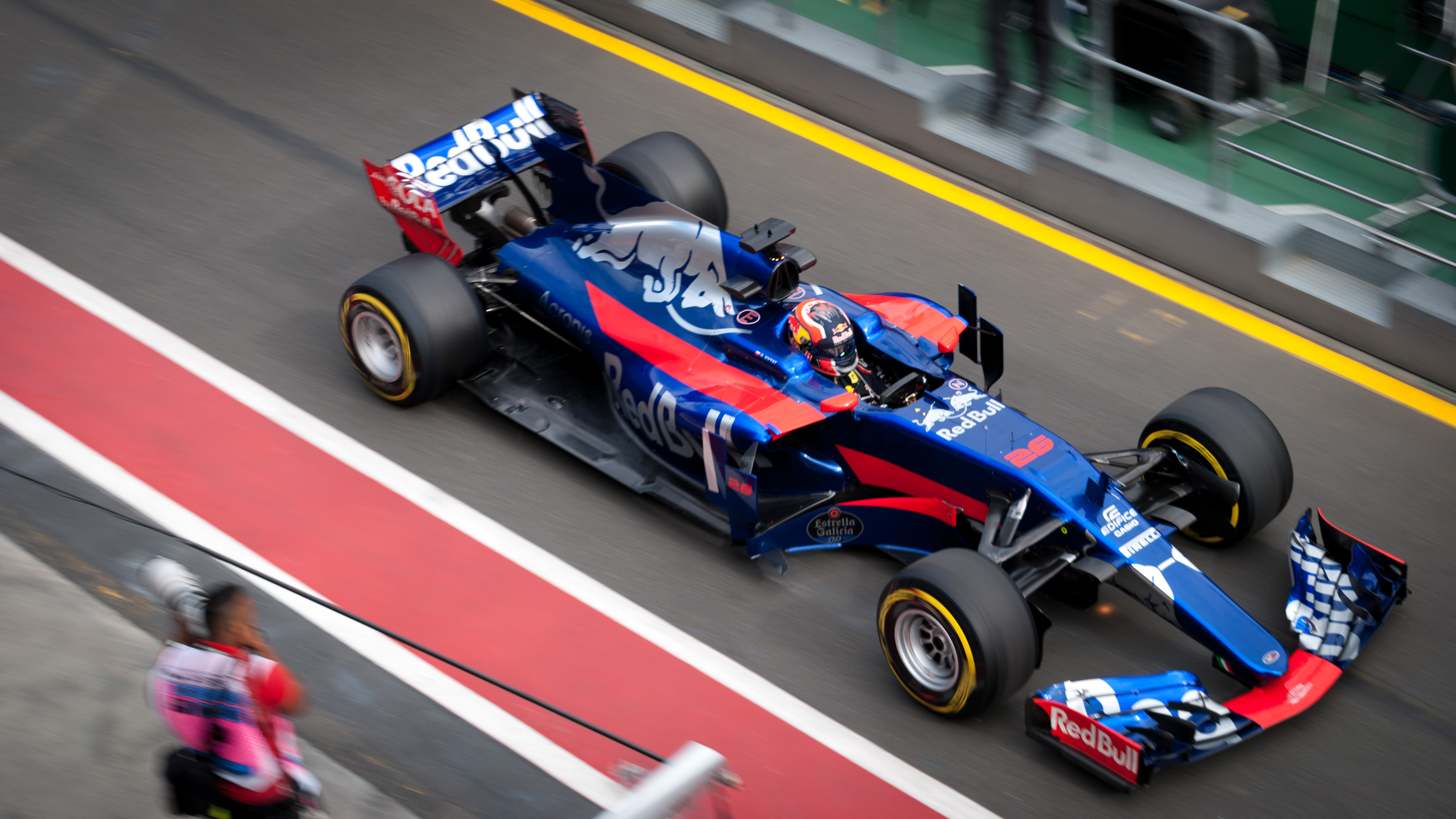
Daniil Kvyat au Grand Prix d'Australie 2017.

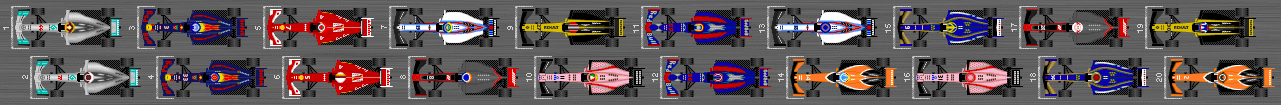
Schéma des résultats de la première séance d'essais libres du Grand Prix d'Australie 2017.

| Pos. | Pilote           | Voiture            | Chrono         | Écart     |
| ---- | ---------------- | ------------------ | -------------- | --------- |
| 1    | Lewis Hamilton   | Mercedes           | 1 min 24 s 220 |           |
| 2    | Valtteri Bottas  | Mercedes           | 1 min 24 s 803 | + 0 s 583 |
| 3    | Daniel Ricciardo | Red Bull-TAG Heuer | 1 min 24 s 886 | + 0 s 666 |
| 4    | Max Verstappen   | Red Bull-TAG Heuer | 1 min 25 s 246 | + 1 s 026 |
| 5    | Kimi Räikkönen   | Ferrari            | 1 min 25 s 372 | + 1 s 152 |
| 6    | Sebastian Vettel | Ferrari            | 1 min 25 s 464 | + 1 s 244 |

### Deuxième séance, le vendredi de 16 h à 17 h 30
| Pos. | Pilote           | Voiture            | Chrono         | Écart     |
| ---- | ---------------- | ------------------ | -------------- | --------- |
| 1    | Lewis Hamilton   | Mercedes           | 1 min 23 s 620 |           |
| 2    | Sebastian Vettel | Ferrari            | 1 min 24 s 167 | + 0 s 547 |
| 3    | Valtteri Bottas  | Mercedes           | 1 min 24 s 176 | + 0 s 556 |
| 4    | Kimi Räikkönen   | Ferrari            | 1 min 24 s 525 | + 0 s 905 |
| 5    | Daniel Ricciardo | Red Bull-TAG Heuer | 1 min 24 s 650 | + 1 s 030 |
| 6    | Max Verstappen   | Red Bull-TAG Heuer | 1 min 25 s 013 | + 1 s 393 |

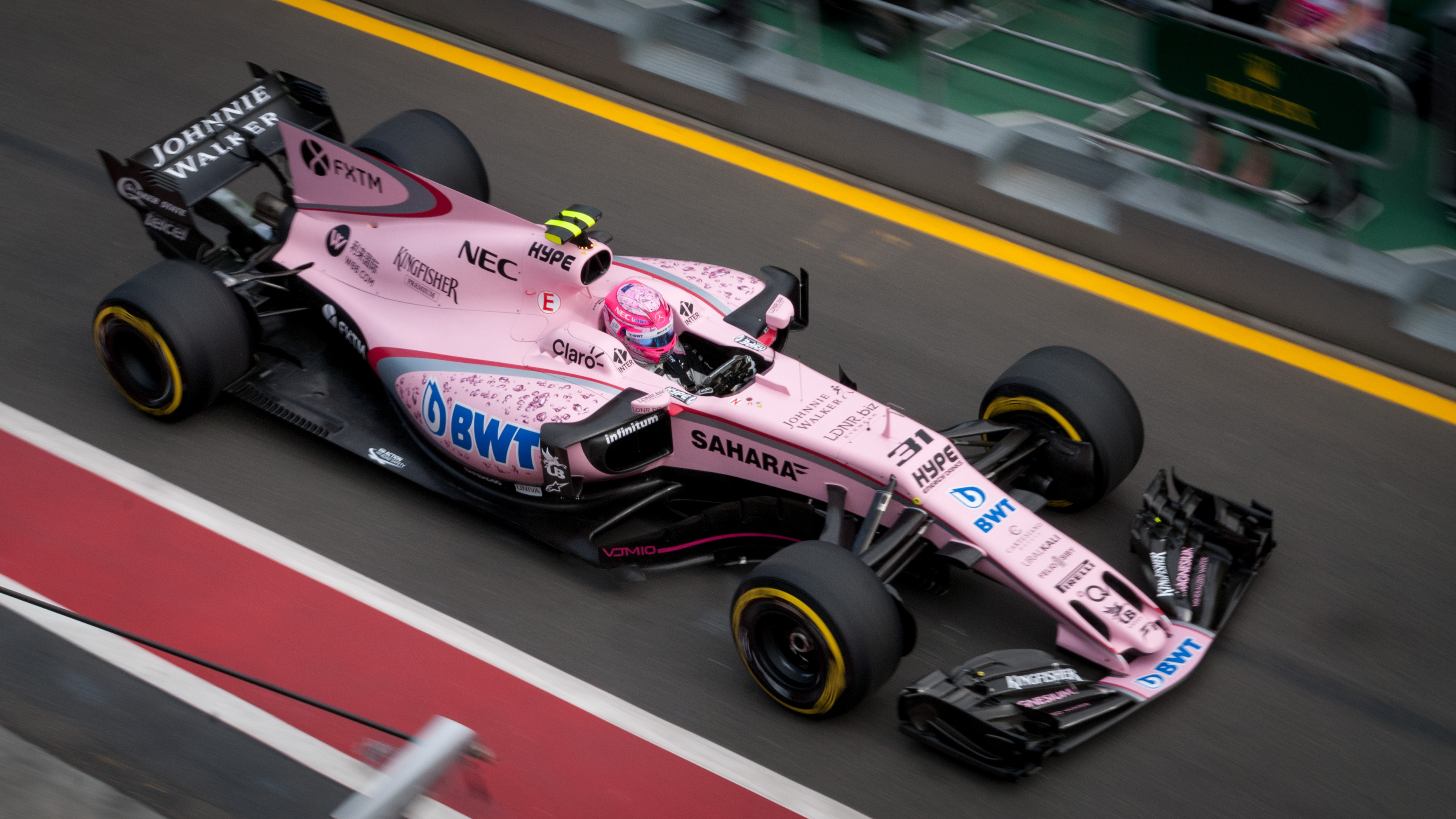
Esteban Ocon au Grand Prix d'Australie 2017.

- Dès cette deuxième séance d'essais libres, Lewis Hamilton bat, en 1 min 23 s 620, le temps de la pole position qu'il avait réalisée en 2016 (1 min 23 s 837).

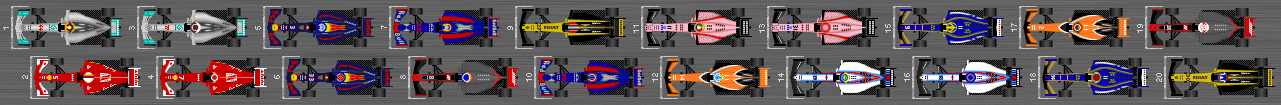
Schéma des résultats de la deuxième séance d'essais libres du Grand Prix d'Australie 2017.

### Troisième séance, le samedi de 14 h à 15 h
| Pos. | Pilote           | Voiture            | Chrono         | Écart     |
| ---- | ---------------- | ------------------ | -------------- | --------- |
| 1    | Sebastian Vettel | Ferrari            | 1 min 23 s 380 |           |
| 2    | Valtteri Bottas  | Mercedes           | 1 min 23 s 859 | + 0 s 479 |
| 3    | Lewis Hamilton   | Mercedes           | 1 min 23 s 870 | + 0 s 490 |
| 4    | Kimi Räikkönen   | Ferrari            | 1 min 23 s 988 | + 0 s 608 |
| 5    | Nico Hülkenberg  | Renault            | 1 min 25 s 063 | + 1 s 683 |
| 6    | Daniel Ricciardo | Red Bull-TAG Heuer | 1 min 25 s 092 | + 1 s 712 |

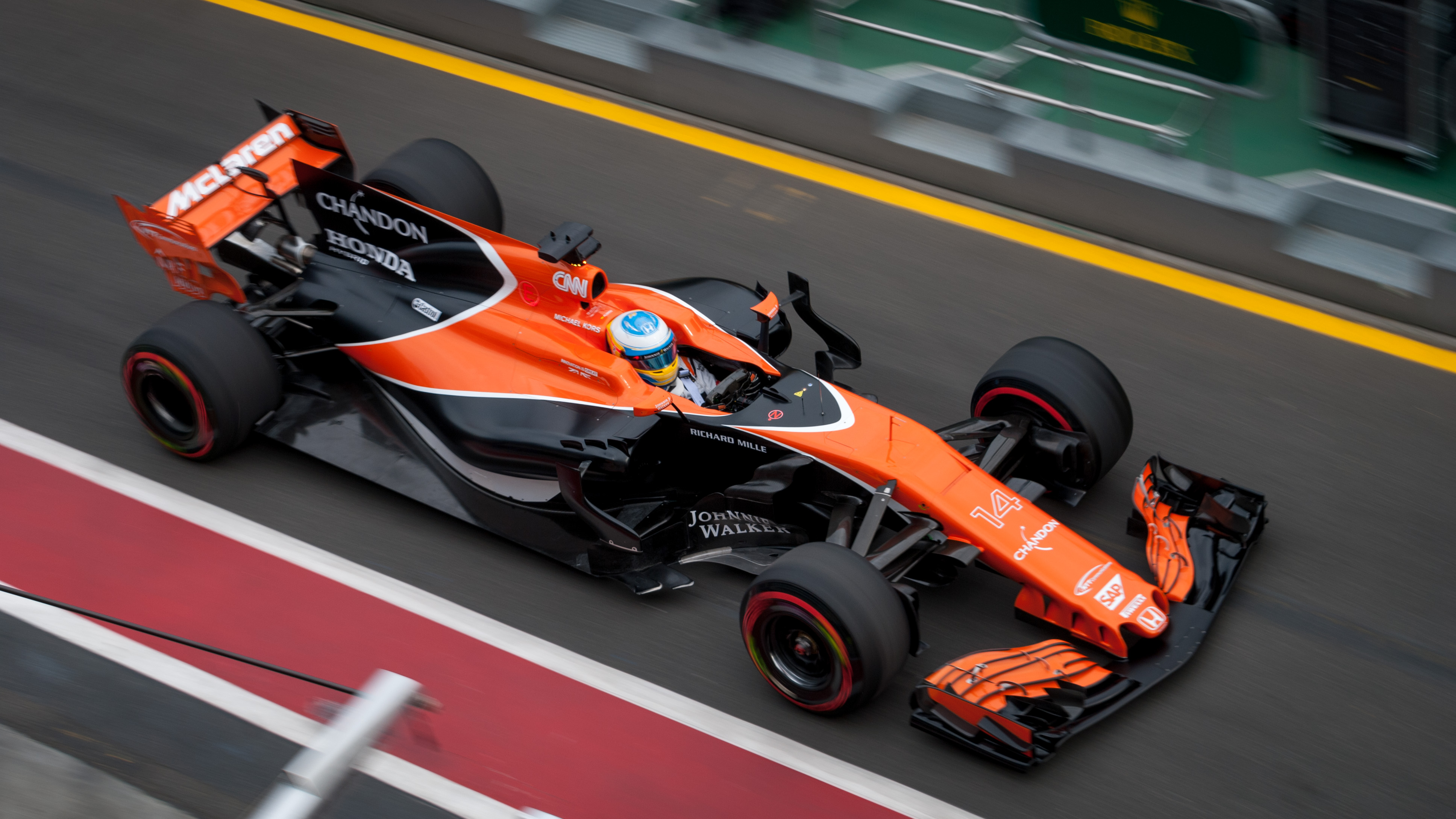
Fernando Alonso au Grand Prix d'Australie 2017.

- Antonio Giovinazzi remplace Pascal Wehrlein, blessé, à partir de cette troisième séance[4].

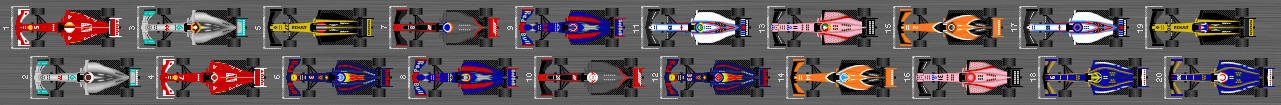
Schéma des résultats de la troisième séance d'essais libres du Grand Prix d'Australie 2017.

## Séance de qualification

### Résultats des qualifications

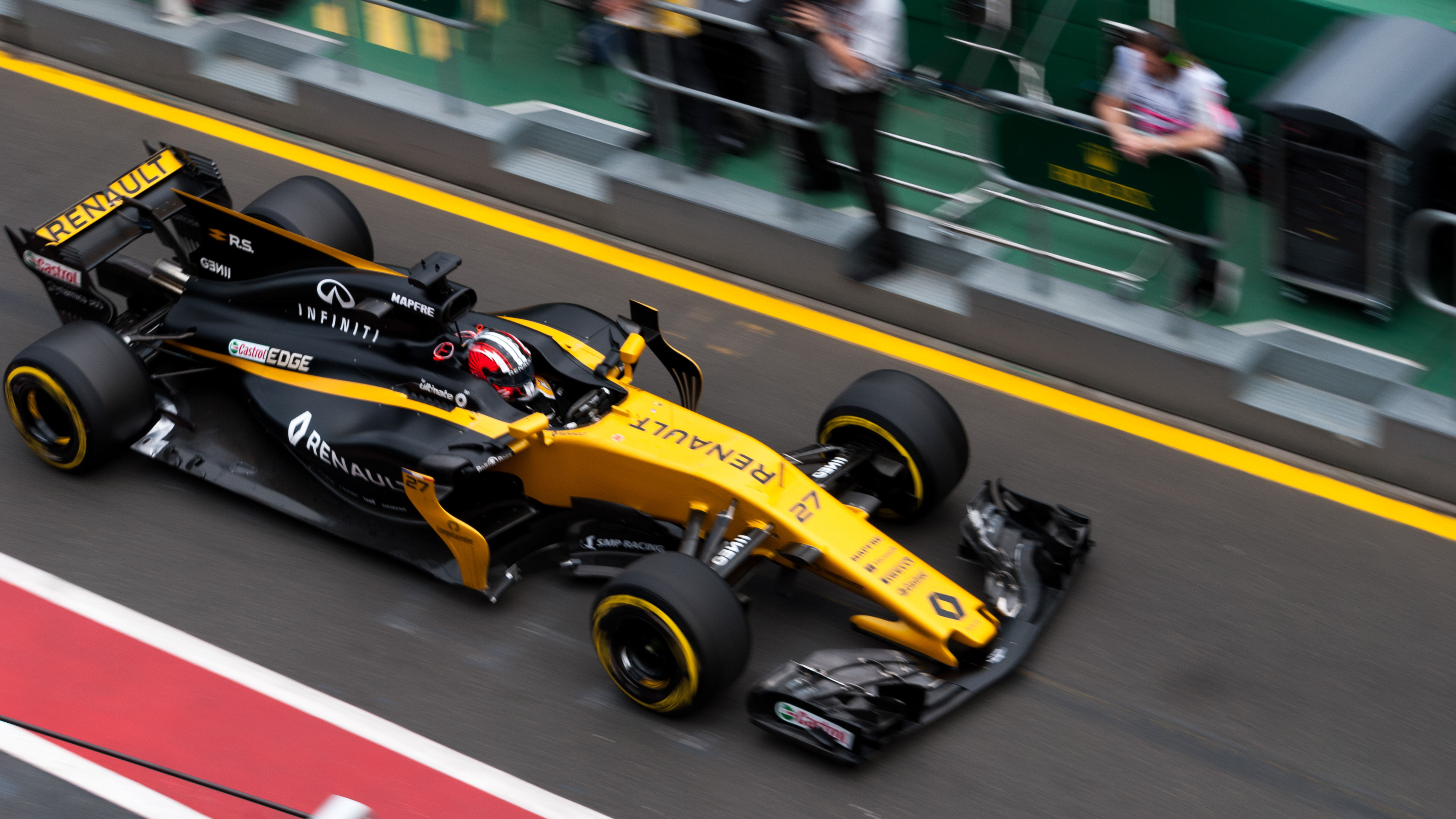
Nico Hülkenberg au Grand Prix d'Australie 2017.

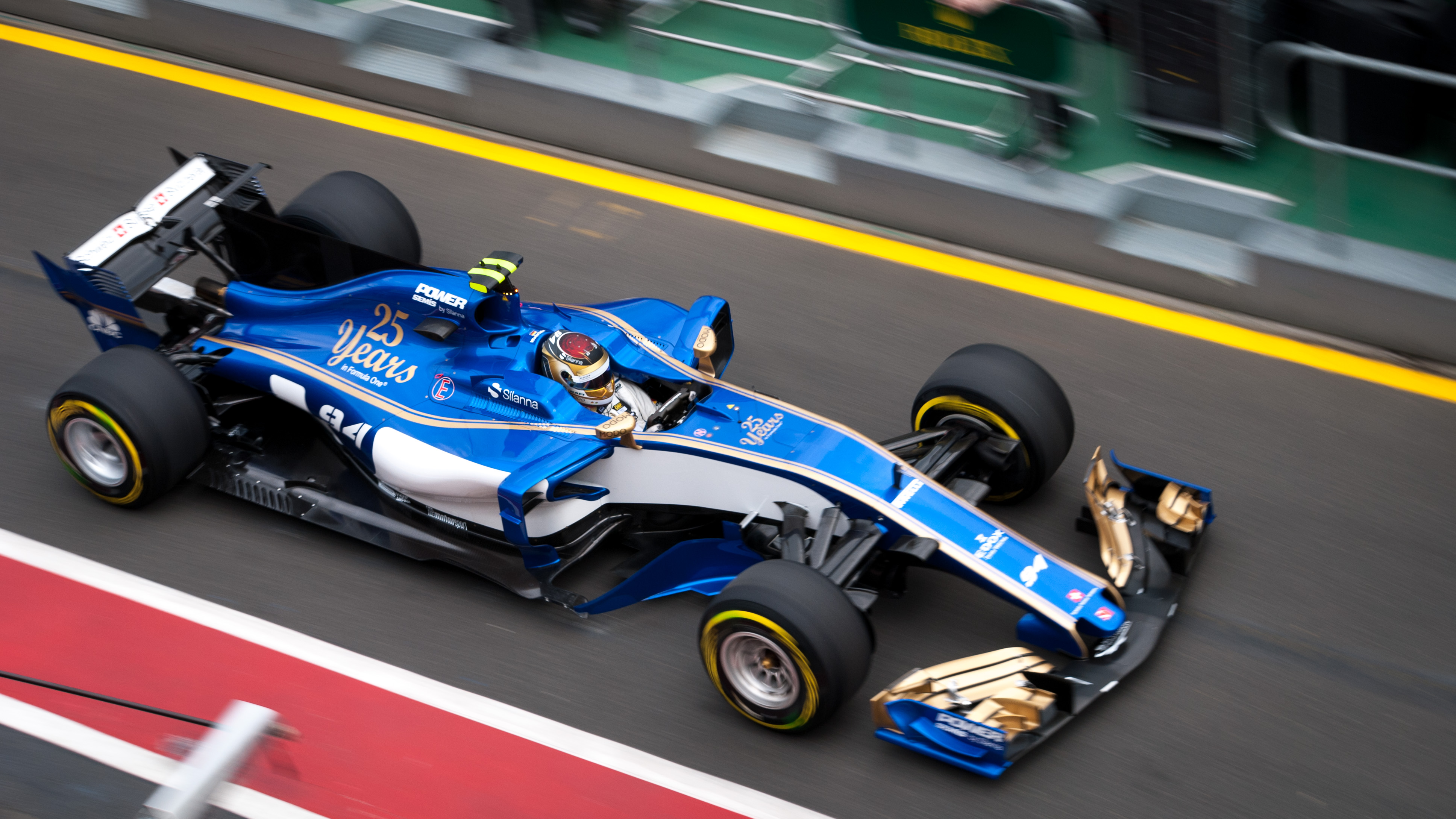
Pascal Wehrlein au Grand Prix d'Australie 2017.

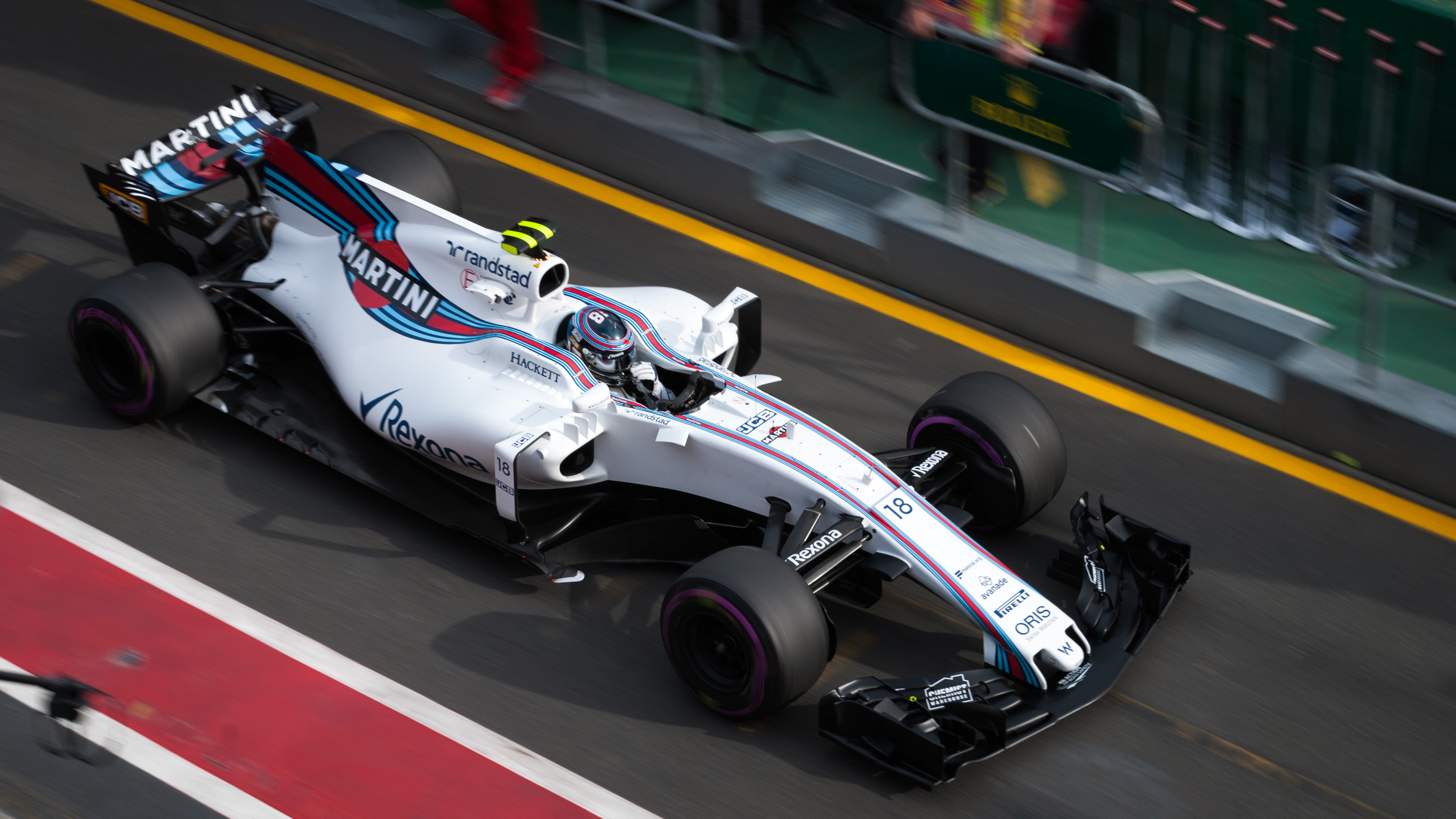
Lance Stroll au Grand Prix d'Australie 2017.

| Pos.                                                                                      | Pilote             | Écurie               | Qualifications 1 | Qualifications 2 | Qualifications 3 |
| ----------------------------------------------------------------------------------------- | ------------------ | -------------------- | ---------------- | ---------------- | ---------------- |
| 1                                                                                         | Lewis Hamilton     | Mercedes             | 1 min 24 s 191   | 1 min 23 s 251   | 1 min 22 s 188   |
| 2                                                                                         | Sebastian Vettel   | Ferrari              | 1 min 25 s 210   | 1 min 23 s 401   | 1 min 22 s 456   |
| 3                                                                                         | Valtteri Bottas    | Mercedes             | 1 min 24 s 514   | 1 min 23 s 215   | 1 min 22 s 481   |
| 4                                                                                         | Kimi Räikkönen     | Ferrari              | 1 min 24 s 352   | 1 min 23 s 376   | 1 min 23 s 033   |
| 5                                                                                         | Max Verstappen     | Red Bull-TAG Heuer   | 1 min 24 s 482   | 1 min 24 s 092   | 1 min 23 s 485   |
| 6                                                                                         | Romain Grosjean    | Haas-Ferrari         | 1 min 25 s 419   | 1 min 24 s 718   | 1 min 24 s 074   |
| 7                                                                                         | Felipe Massa       | Williams-Mercedes    | 1 min 25 s 099   | 1 min 24 s 597   | 1 min 24 s 443   |
| 8                                                                                         | Carlos Sainz Jr.   | Toro Rosso-Renault   | 1 min 25 s 542   | 1 min 24 s 997   | 1 min 24 s 487   |
| 9                                                                                         | Daniil Kvyat       | Toro Rosso-Renault   | 1 min 25 s 970   | 1 min 24 s 864   | 1 min 24 s 512   |
| 10                                                                                        | Daniel Ricciardo   | Red Bull-TAG Heuer   | 1 min 25 s 383   | 1 min 23 s 989   | Pas de temps     |
| 11                                                                                        | Sergio Pérez       | Force India-Mercedes | 1 min 25 s 064   | 1 min 25 s 081   |                  |
| 12                                                                                        | Nico Hülkenberg    | Renault              | 1 min 24 s 975   | 1 min 25 s 091   |                  |
| 13                                                                                        | Fernando Alonso    | McLaren-Honda        | 1 min 25 s 872   | 1 min 25 s 425   |                  |
| 14                                                                                        | Esteban Ocon       | Force India-Mercedes | 1 min 26 s 009   | 1 min 25 s 568   |                  |
| 15                                                                                        | Marcus Ericsson    | Sauber-Ferrari       | 1 min 26 s 236   | 1 min 26 s 465   |                  |
| 16                                                                                        | Antonio Giovinazzi | Sauber-Ferrari       | 1 min 26 s 419   |                  |                  |
| 17                                                                                        | Kevin Magnussen    | Haas-Ferrari         | 1 min 26 s 847   |                  |                  |
| 18                                                                                        | Stoffel Vandoorne  | McLaren-Honda        | 1 min 26 s 858   |                  |                  |
| 19                                                                                        | Lance Stroll       | Williams-Mercedes    | 1 min 27 s 143   |                  |                  |
| 20                                                                                        | Jolyon Palmer      | Renault              | 1 min 28 s 244   |                  |                  |
| Temps minimal à réaliser pour la qualification : 1 min 30 s 084 (107 % de 1 min 22 s 188) |                    |                      |                  |                  |                  |

### Grille de départ
- Lance Stroll, auteur du dix-neuvième temps, est pénalisé d'un recul de cinq places à la suite d'un changement de boîte de vitesses consécutif à sa sortie de piste vers la fin de la troisième séance d'essais libres ; il s'élance de la dernière place de la grille de départ[6],[7].
- Daniel Ricciardo, auteur du dixième temps, est pénalisé d'un recul de cinq places à la suite d'un changement de boîte de vitesses ; il s'élance de la quinzième place de la grille de départ[8].

## Course

### Classement de la course

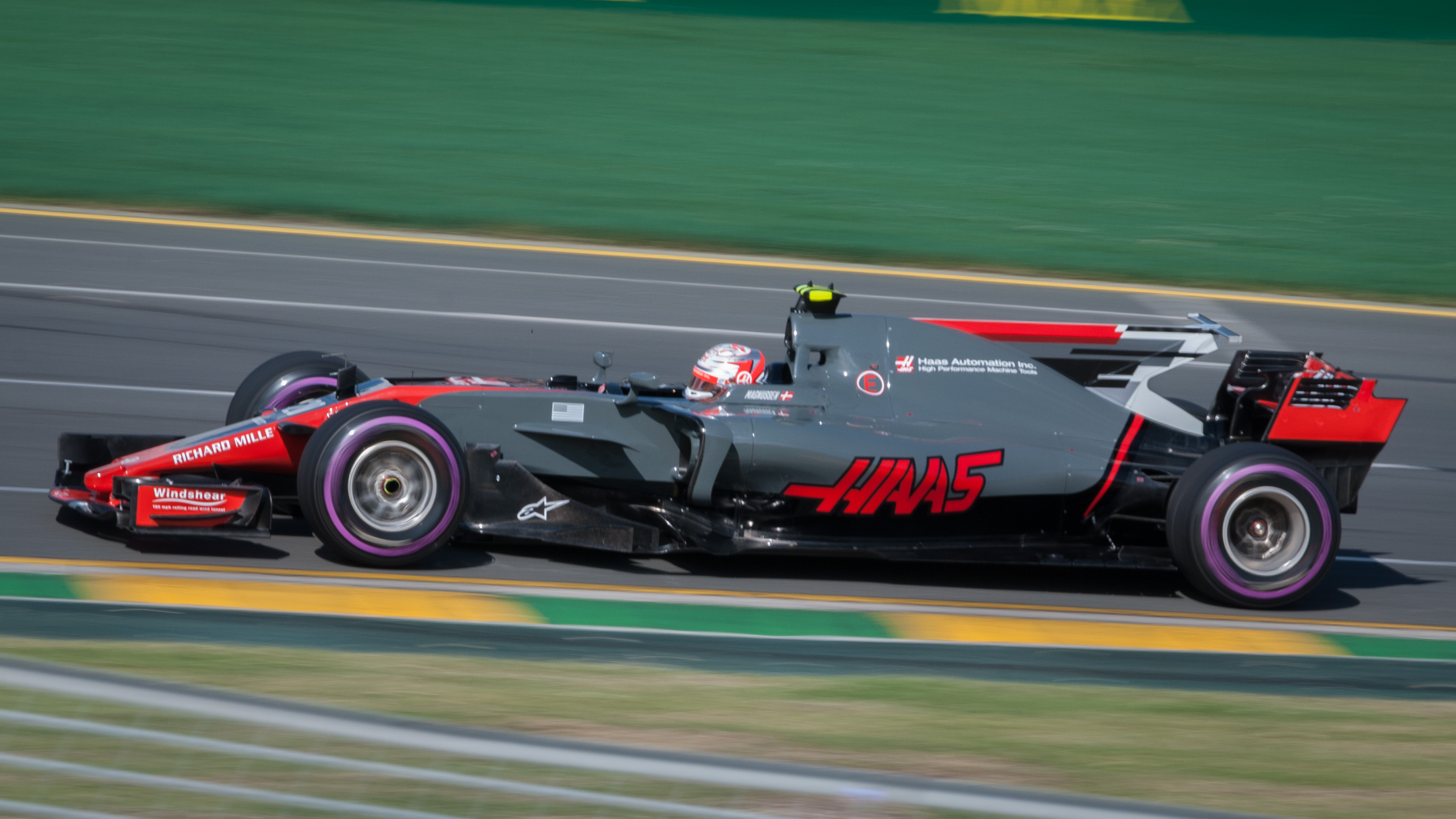
Kevin Magnussen au Grand Prix d'Australie 2017.

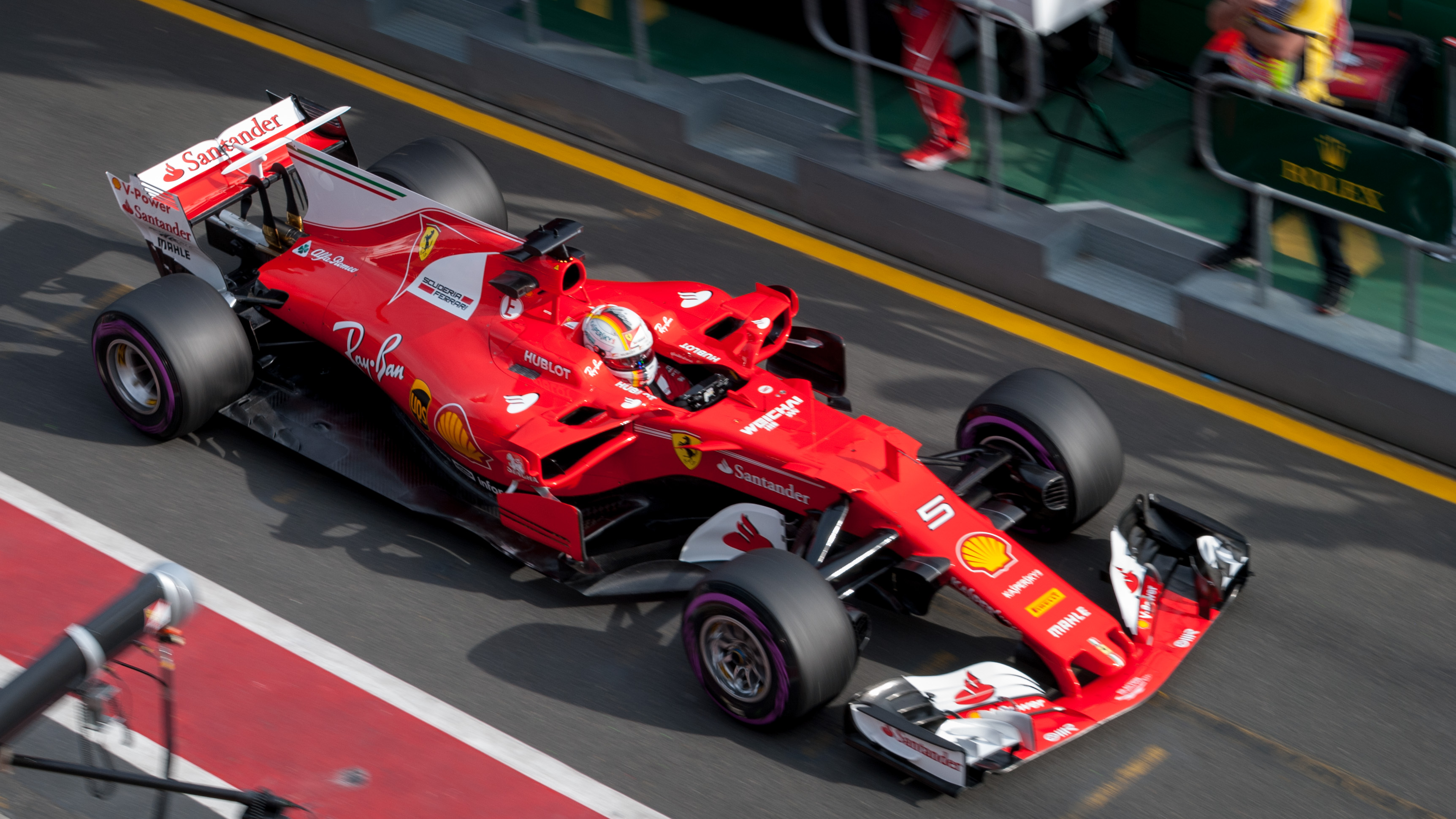
Sebastian Vettel au Grand Prix d'Australie 2017.

| Pos. | no | Pilote             | Écurie               | Tours | Temps/Abandon                      | Grille  | Points |
| ---- | -- | ------------------ | -------------------- | ----- | ---------------------------------- | ------- | ------ |
| 1    | 5  | Sebastian Vettel   | Ferrari              | 57    | 1 h 24 min 11 s 672 (215,409 km/h) | 2       | 25     |
| 2    | 44 | Lewis Hamilton     | Mercedes             | 57    | + 9 s 975                          | 1       | 18     |
| 3    | 77 | Valtteri Bottas    | Mercedes             | 57    | + 11 s 250                         | 3       | 15     |
| 4    | 7  | Kimi Räikkönen     | Ferrari              | 57    | + 22 s 393                         | 4       | 12     |
| 5    | 33 | Max Verstappen     | Red Bull-TAG Heuer   | 57    | + 28 s 827                         | 5       | 10     |
| 6    | 19 | Felipe Massa       | Williams-Mercedes    | 57    | + 1 min 23 s 386                   | 7       | 8      |
| 7    | 11 | Sergio Perez       | Force India-Mercedes | 56    | + 1 tour                           | 10      | 6      |
| 8    | 55 | Carlos Sainz       | Toro Rosso-Renault   | 56    | + 1 tour                           | 8       | 4      |
| 9    | 26 | Daniil Kvyat       | Toro Rosso-Renault   | 56    | + 1 tour                           | 9       | 2      |
| 10   | 31 | Esteban Ocon       | Force India-Mercedes | 56    | + 1 tour                           | 13      | 1      |
| 11   | 27 | Nico Hulkenberg    | Renault              | 56    | + 1 tour                           | 11      |        |
| 12   | 36 | Antonio Giovinazzi | Sauber-Ferrari       | 55    | + 2 tours                          | 16      |        |
| 13   | 2  | Stoffel Vandoorne  | McLaren-Honda        | 55    | + 2 tours                          | 18      |        |
| Abd. | 14 | Fernando Alonso    | McLaren-Honda        | 50    | Suspension                         | 12      |        |
| Abd. | 20 | Kevin Magnussen    | Haas-Ferrari         | 46    | Suspension                         | 17      |        |
| Abd. | 18 | Lance Stroll       | Williams-Mercedes    | 40    | Freins                             | 20      |        |
| Abd. | 3  | Daniel Ricciardo   | Red Bull-TAG Heuer   | 25    | Moteur                             | Pitlane |        |
| Abd. | 9  | Marcus Ericsson    | Sauber-Ferrari       | 21    | Hydraulique                        | 14      |        |
| Abd. | 30 | Jolyon Palmer      | Renault              | 15    | Freins                             | 19      |        |
| Abd. | 8  | Romain Grosjean    | Haas-Ferrari         | 13    | Fuite d'eau                        | 6       |        |

### Pole position et record du tour
- Pole position :  Lewis Hamilton (Mercedes) en 1 min 22 s 188 (232,282 km/h)[10].
- Meilleur tour en course :  Kimi Räikkönen (Ferrari) en 1 min 26 s 538 (220,606 km/h) au cinquante-sixième tour[11].

### Tours en tête
- Lewis Hamilton : 16 tours (1-16)[12]
- Sebastian Vettel : 38 tours (17-22 / 26-57)
- Valtteri Bottas : 2 tours (23-24)
- Kimi Räikkönen : 1 tour (25)

### Remise des trophées
- Vainqueur : John Eren, ministre du tourisme et des grands événements, des sports et des vétérans ;
- Constructeurs : Jackie Stewart, ambassadeur Rolex et ancien pilote de Formule 1 ;
- Deuxième : John Harnden, Australian Grand Prix Corporation ;
- Troisième : Andrew Papadopoulos, président de la confédération australienne du sport automobile.

## Classements généraux à l'issue de la course
| Pos. | Pilote           | Écurie               | Points |
| ---- | ---------------- | -------------------- | ------ |
| 1    | Sebastian Vettel | Ferrari              | 25     |
| 2    | Lewis Hamilton   | Mercedes             | 18     |
| 3    | Valtteri Bottas  | Mercedes             | 15     |
| 4    | Kimi Räikkönen   | Ferrari              | 12     |
| 5    | Max Verstappen   | Red Bull-TAG Heuer   | 10     |
| 6    | Felipe Massa     | Williams-Mercedes    | 8      |
| 7    | Sergio Pérez     | Force India-Mercedes | 6      |
| 8    | Carlos Sainz Jr. | Toro Rosso-Renault   | 4      |
| 9    | Daniil Kvyat     | Toro Rosso-Renault   | 2      |
| 10   | Esteban Ocon     | Force India-Mercedes | 1      |

| Pos. | Écurie               | Points |
| ---- | -------------------- | ------ |
| 1    | Ferrari              | 37     |
| 2    | Mercedes             | 33     |
| 3    | Red Bull-TAG Heuer   | 10     |
| 4    | Williams-Mercedes    | 8      |
| 5    | Force India-Mercedes | 7      |
| 6    | Toro Rosso-Renault   | 6      |

## Statistiques
Le Grand Prix d'Australie 2017 représente :
- la 62e pole position de sa carrière pour Lewis Hamilton, sa sixième en Australie et la cinquième consécutive[15] ;
- la 75e pole position pour Mercedes en tant que constructeur[16].
- la 43e victoire de sa carrière pour Sebastian Vettel[17] ;
- la 225e victoire pour Ferrari en tant que constructeur[18] ;
- la 226e victoire pour Ferrari en tant que motoriste[19] ;
- le 130e podium de Mercedes[20] ;
- le 1er départ en Grand Prix d'Antonio Giovinazzi et Lance Stroll[4],[21],[22]. Giovinazzi est le premier Italien à prendre le départ d'un Grand Prix depuis Vitantonio Liuzzi et Jarno Trulli en 2011 et Stroll est le premier Canadien à prendre le départ d'un Grand Prix depuis Jacques Villeneuve en 2006.
- le 10e Grand Prix pour Esteban Ocon[16].
- le 50e Grand Prix pour une voiture portant le numéro 55 (ici Carlos Sainz Jr.)[16].

Au cours de ce Grand Prix :
- En terminant troisième pour son premier départ Grand Prix avec l'écurie Mercedes, Valtteri Bottas monte sur le dixième podium de sa carrière[23] ;
- Esteban Ocon marque son premier point en Grand Prix[24] ;
- Esteban Ocon devient à 20 ans, 6 mois et 9 jours le plus jeune pilote français à inscrire un point en Grand Prix[25] ;
- Sebastian Vettel est élu « Pilote du jour » lors d'un vote organisé sur le site officiel de la Formule 1[26] ;
- Derek Warwick (146 départs en Grands Prix de Formule 1 dont deux meilleurs tours en course et quatre podiums, vainqueur des 24 Heures du Mans 1992) a été nommé par la FIA conseiller pour aider dans leurs jugements le groupe des commissaires de course[27].